# ホロムイイチゴ
ホロムイイチゴ（幌向苺、学名：Rubus chamaemorus）は、成長の遅い小柄なバラ科キイチゴ属の植物である。和名は、北海道岩見沢市の幌向地区で発見されたことにちなむ。果実はコハク色をしており、食用になる。日本ではクラウドベリーの英語名でも知られる。

## 特徴
ホロムイイチゴは10-25 cmに成長する多年草。地下に細い匍匐茎を伸ばし、地下茎から花枝をたてる。葉は掌状に5-7裂しており、分枝のない茎に互生する。花は茎の先端に単独で生じ、花粉媒介の後、白い、ときに赤い斑点の付いた花からラズベリー大の果実が実る。
果実には5から25の核果が入っており、熟していない果実は赤く、秋の初めになるとコハク色に熟する。なお、雌雄異株である。

## 分布と生育環境等
亜寒帯性あるいは高山性で北半球に広く分布する。日本では本州北部と北海道、千島に知られ、近隣地域ではサハリン、北朝鮮に分布する。
ニューファンドランド・ラブラドール州・ケープ・ブレトン島・ノバスコシア州北部ではベイクアップル（bakeapple）と呼ばれている。学名のchamæmorusは、ギリシャ語の khamai（「土の上の」）と moros （「クワ」）からきている。
類似の植物に英語でサーモンベリーと呼ばれ、同属で北アメリカに分布する R. spectabilis （日本特産のベニバナイチゴ R. vernus に近縁）があるが、混同すべきでない。

## 利用
北ヨーロッパでは果実を生食する他、ジャム、ジュース、リキュールなどに加工する。エスキモーは貴重なビタミンC源として果実を採集し、保存食を作る。スカンジナビア諸国では珍重され、フィンランドの2ユーロ硬貨にはホロムイイチゴがデザインされている。

## ギャラリー
- From "Bilder ur Nordens Flora" (1917-1926)
- 熟していないホロムイイチゴの実
- 熟したホロムイイチゴの実
- クラウドベリー・ジャム